# Glypthaga mucorea
Glypthaga mucorea là một loài bọ cánh cứng trong họ Cerambycidae.